# Montivipera bornmuelleri
Montivipera bornmuelleri – gatunek jadowitego węża z rodziny żmijowatych (Viperidae). Występuje na Wzgórzach Golan, w Libanie i Syrii. Nie wyróżnia się obecnie podgatunków.

## Morfologia
Żmija osiąga maksymalnie 75 cm długości, zazwyczaj jest jednak mniejsza. W niektórych populacjach samce przerastają samice. W górach Liban w Libanie samice osiągały maksymalnie 47,3 cm, samce natomiast 53,8 cm. Długość ogona stanowi od 7 do 10% całkowitej długości ciała.

## Występowanie
Wzgórza Golan, południowy Liban i Syria.

## Status
Gatunek ten IUCN klasyfikuje jako zagrożony (endangered). M. bornmuelleri staje w obliczu wysokiego ryzyka wyginięcia na wolności, ponieważ rozległość obszaru jej występowania jest mniejsza niż 20 000 km², a populacje są bardzo rozczłonkowane, egzystując w nie więcej niż 10 miejscach. Poza tym obserwuje się ciągły spadek liczebności lub też tylko wnioskuje o nim albo przewiduje go, w zależności od jakości siedliska.